# Bjellandsøya
Bjellandsøya est une île norvégienne du comté de Hordaland appartenant administrativement à Kvinnherad.

## Description
Recouverte d'arbres, elle s'étend sur environ 524 m de longueur pour une largeur approximative de 471 m. 